# Châteauneuf-sur-Charente

Châteauneuf-sur-Charente este o comună în departamentul Charente, Franța. În 1 ianuarie 2022 avea o populație de 3.562 de locuitori.